# کرون مجارستان
کرون مجارستان (به مجاری: magyar korona) یکای پول جایگزین کرون اتریش-مجارستان بعد از جنگ جهانی اول در سال ۱۹۱۸ بود. کرون نیز به دلیل تورم بالا و از دست دادن ارزشش در اول ژانویه ۱۹۲۷ جای خود را به پنگو داد.